# Изотопный состав воды
Изотопный состав воды — процент содержания молекул с различной изотопной массой (изотопологов) в воде. Содержание воды, состоящей из лёгких стабильных изотопов 1H216O («лёгкой воды», в отличие от содержащей повышенное количество тяжелого изотопа водорода 2H «тяжёлой воды») в природной воде составляет 99.73 — 99.76 мол.%.

## Изотопика воды
Изотопы — разновидности атомов одного и того же химического элемента, имеющие одинаковые заряд ядра и строение электронных оболочек, различающиеся по массе ядер. Разница масс обусловлена тем, что ядра изотопов содержат одинаковое число протонов p и различное число нейтронов n. Комбинации различных атомов-изотопов дают набор молекул-изотопологов.
Изотопологи — молекулы, различающиеся только по изотопному составу атомов, из которых они состоят. Изотополог имеет в своём составе, по крайней мере, один атом определенного химического элемента, отличающийся по количеству нейтронов от остальных.
Молекула воды состоит из двух атомов водорода и одного атома кислорода.
Впервые существование изотопов водорода подтверждено в публикации  1932 г. американским физико-химиком Г. Юри.
Водород имеет два стабильных изотопа — протий (Н) — 1H и дейтерий (D) — 2H.
У кислорода три устойчивых изотопа: 16O, 17O и 18O (табл.1).
| Элемент                     | Водород | Водород | Кислород | Кислород | Кислород |
| Изотоп                      | Н       | D       | 16O      | 17O      | 18O      |
| Количество протонов в ядре  | 1       | 1       | 8        | 8        | 8        |
| Количество нейтронов в ядре | 0       | 1       | 8        | 9        | 10       |
| Атомная масса               | 1       | 2       | 16       | 17       | 18       |
| --------------------------- | ------- | ------- | -------- | -------- | -------- |

Комбинации 5 стабильных изотопов водорода и кислорода дают набор 9 молекул-изотопологов воды (табл.2).
| Изотополог         | 1H216O | 1HD16O | D216O | 1H217O | 1HD17O | D217O | 1H218O | 1HD18O | D218O |
| Изотопы водорода   | 1H     | 1H, D  | D     | 1H     | 1H, D  | D     | 1H     | 1H, D  | D     |
| Изотопы кислорода  | 16O    | 16O    | 16O   | 17O    | 17O    | 17O   | 18O    | 18O    | 18O   |
| Молекулярная масса | 18     | 19     | 20    | 19     | 20     | 21    | 20     | 21     | 22    |
| ------------------ | ------ | ------ | ----- | ------ | ------ | ----- | ------ | ------ | ----- |

Молекула 1H216O является самой лёгкой из совокупности всех изотопологов воды. Именно воду 1H216O следует считать классической или лёгкой водой.
Лёгкая вода как моноизотопная композиция 1H216O является предельным случаем изотопной чистоты. В естественных условиях такой чистой лёгкой воды не существует. Для получения изотополога 1H216O ведут тонкую многостадийную очистку природных вод или синтезируют из исходных элементов 1H2 и 16O2.
Природная вода представляет собой многокомпонентную смесь изотопологов. Содержание самого лёгкого изотополога в ней значительно превосходит концентрацию всех остальных вместе взятых. В природных водах в 1000000 молекул в среднем содержится 997284 молекул 1H216O, 311 молекул 1HD16O, 390 молекул 1H217O, и около 2005 молекул 1H218O.
Концентрация молекул воды, содержащих тяжёлые изотопы D, 17O, 18O, в природной воде колеблется в пределах, зафиксированных в основных стандартах изотопного состава гидросферы SMOW и SLAP (табл.3). Весовые количества изотопологов в природной воде рассчитаны на основании данных прямого определения их содержания методом молекулярной спектроскопии.
| Изотополог воды | Молекулярная масса | Содержание, г/кг | Содержание, г/кг |
|                 |                    | SMOW             | SLAP             |
| 1H216O          | 18,01056470        | 997,032536356    | 997,317982662    |
| 1HD16O          | 19,01684144        | 0,328000097      | 0,187668379      |
| D216O           | 20,02311819        | 0,000026900      | 0,000008804      |
| 1H217O          | 19,01478127        | 0,411509070      | 0,388988825      |
| 1HD17O          | 20,02105801        | 0,000134998      | 0,000072993      |
| D217O           | 21,02733476        | 0,000000011      | 0,000000003      |
| 1H218O          | 20,01481037        | 2,227063738      | 2,104884332      |
| 1HD18O          | 21,02108711        | 0,000728769      | 0,000393984      |
| D218O           | 22,02736386        | 0,000000059      | 0,000000018      |
| --------------- | ------------------ | ---------------- | ---------------- |

Как видно из таблицы 3, в природной воде весовая концентрация тяжёлых изотопологов может достигать 2,97 г/кг, что является значимой величиной, сопоставимой, например, с содержанием минеральных солей.
Природная вода, близкая по содержанию изотополога 1H216O к стандарту SLAP, а также специально очищенная с существенно увеличенной долей этого изотополога по сравнению со стандартом SLAP, определяется как особо чистая лёгкая вода (менее строгое определение, которое применимо в реальной жизни).
В лёгкой воде доля самого лёгкого изотополога составляет (мол.%):
99.76 < 1H216O ≤ 100.
Если из воды, отвечающей стандарту SMOW, удалить все тяжёлые молекулы, массовое содержание которых составляет 2,97 г/кг и заменить их на 1H216O, то масса 1 л такой лёгкой и изотопно чистой воды уменьшится на 250 мг. Таким образом, параметры лёгкой воды, в первую очередь, её «лёгкость» и изотопный состав поддаются измерению с помощью таких методов, как масс-спектрометрия, гравиметрия, лазерная абсорбционная спектроскопия, ЯМР.

## Международные стандарты на природные воды различного изотопного состава
Содержание тяжёлых изотопов водорода и кислорода в природных водах определяется двумя международными стандартами, введенными Международным агентством по атомной энергии (МАГАТЭ):
- Стандарт VSMOW  (Vienna Standard Mean Ocean Water) определяет изотопный состав глубинной воды Мирового океана.
- Стандарт SLAP (Standard Light Antarctic Precipitation) определяет изотопный состав природной воды из Антарктики.

По международному стандарту VSMOW абсолютное содержание дейтерия и кислорода-18 в океанической воде составляет :
D VSMOW /1H VSMOW=(155,76±0,05)⋅10−6, или 155,76 ppm 18O VSMOW/16O VSMOW =(2005,20±0,45)⋅10−6, или 2005 ppm.
Для стандарта SLAP концентрации в воде составляют:
дейтерия D/H=89⋅10−6 или 89 ppm,
кислорода-18 18O/16O=1894⋅10−6 или 1894 ppm.
Содержание лёгкого изотополога 1H216O в воде, соответствующей по изотопному составу VSMOW, составляет 997,0325 г/кг (99,73 мол. %).
Доля самого лёгкого изотополога в воде, соответствующей по изотопному составу SLAP, составляет 997,3179 г/кг (99,76 мол. %).
Стандарт SLAP характеризует самую лёгкую природную воду на Земле. Вода в различных точках земного шара неодинакова по своей лёгкости.

## Физические свойства изотопологов воды
Изотопологи отличаются друг от друга по физическим, химическим и биологическим свойствам (табл.4).
| Физические свойства                    | 1H216O | D216O  | 1H218O |
| -------------------------------------- | ------ | ------ | ------ |
| Плотность при 20 °C, г/см3             | 0.9970 | 1.1051 | 1.1106 |
| Температура максимальной плотности, °C | 3.98   | 11.24  | 4.30   |
| Температура плавления при 1 атм, °C    | 0      | 3.81   | 0.28   |
| Температура кипения при 1 атм, °C      | 100    | 101,42 | 100,14 |
| Давление пара при 100 °C, Торр         | 760,00 | 721,60 | 758,10 |
| Вязкость при 20 °C, сантипуаз          | 1,002  | 1,247  | 1,056  |

Равновесное давление паров у изотопологов воды различается, и весьма существенно. Чем меньше масса молекулы воды, тем выше давление пара, а это означает, что пар, равновесный с водой, всегда обогащён лёгкими изотопами кислорода и водорода. Относительно малой массы элементов разница масс изотопов велика, поэтому они способны сильно фракционировать в природных процессах: D/H → 100 %, 18O/16O →12,5 %. Изотопы водорода и кислорода наиболее эффективно фракционируют в процессах испарения-конденсации и кристаллизации воды.
Результаты экспериментальных исследований свидетельствуют о различии физико-химических свойств легкой воды и деионизированной воды природного изотопного состава.
Тяжёлые изотопологи в природной воде являются примесями по отношению к 1H216O, которые по некоторым исследованиям можно рассматривать как дефекты структуры.
Устранение гетерогенности воды по изотопному составу приводит к увеличению её гомогенности. Лёгкая вода является более однородной жидкостью. Тяжелоизотопные молекулы, содержащиеся в воде в природных концентрациях, практически не оказывают заметного влияния на неживые системы. В наибольшей степени эффекты лёгкой воды проявляются на биологических объектах, для которых характерны каскадные реакции.

## Биологические свойства тяжелой и лёгкой воды
Впервые ингибирующие (тормозящие) рост семян свойства тяжёлой воды были открыты в 1934 году Гилбертом Льюисом.
Культивирование клеток на тяжелой воде резко ускоряет процесс старения и приводит к гибели культуры.
В экспериментах на млекопитающих (мышах), которых поили утяжелённой водой (3 % тяжелой воды) было показано, что негативные эффекты нарастают от поколения к поколению, в том числе снижалась активность самцов и способность к лактации у самок, снижался вес новорождённых и ухудшалось состояние шерсти. Третье поколение животных, пивших утяжелённую воду, получить не удалось.

Напротив, поение животных водой с пониженным содержанием дейтерия вызывало повышенную половую активность у самцов уже в первом поколении. У самок наблюдалось многоплодие при большем приросте веса потомства.
Реакция биосистем при воздействии на них воды может изменяться в зависимости от количественных и качественных изменений её изотопного состава. В ходе эволюции живых организмов произошёл отбор биохимических процессов с настройкой их только на один изотоп, как правило, лёгкий. В организме человека происходит «фракционирование изотопов, сопровождающееся удалением тяжёлых стабильных изотопов водорода и кислорода воды». Применение воды с повышенной концентрацией тяжёлых изотопов, в частности, дейтерия, вызывает выраженные токсические эффекты на уровне организма. В то же время на разных объектах зарегистрирована положительная биологическая активность вод с пониженным, относительно природного, содержанием тяжелых изотопологов, в частности дейтерия и кислорода 18. Проводимые в ГНЦ РФ «Институт медико-биологических проблем» РАН систематические исследования по созданию среды обитания космонавтов с оптимальным изотопным составом биогенных химических элементов показали, что вода с пониженным по сравнению с природным содержанием тяжелоизотопных молекул является необходимым компонентом системы жизнеобеспечения космонавтов во время длительных полётов
В качестве универсальной среды, в которой идут все биологические реакции, лёгкая вода увеличивает скорость этих реакций по сравнению с водой природного изотопного состава. Этот эффект известен под названием кинетический изотопный эффект растворителя.
Транспортные свойства легкой воды доказаны при изучении влияния тяжелых изотопологов в составе природной воды на динамику выведения красителя метиленового синего из обонятельной системы шпорцевых лягушек.
Наиболее сильное влияние очистка воды от тяжёлых изотопологов оказывает на энергетический аппарат живой клетки. Дыхательную цепь митохондрий отличают каскадные реакции. Тяжёлые изотопологи замедляют скорость реакций дыхательной цепи. На примере реакции генерации перекиси водорода митохондриями с янтарной кислотой в качестве субстрата экспериментально доказан общий ингибирующий эффект тяжёлых изотопологов воды. Снижение их содержания в воде до уровня ниже природных концентраций деингибирует и достоверно ускоряет исследованную реакцию.
Лёгкая вода проявляет противоопухолевую активность, что показано в работах учёных, проводимых в исследовательских центрах разных стран. По данным Г.Шомлаи, результаты клинических испытаний, проведённых в 1994—2001 гг. в Венгрии, показали, что уровень выживаемости больных, употреблявших лёгкую воду в сочетании с традиционными методами лечения или после них выше, чем у больных, использовавших только химио- или лучевую терапию.
Токсикопротекторные свойства легкой воды подтверждены экспериментальными исследованиями, из которых следует, что легкая вода, очищенная от тяжелых изотопологов, за счет своих транспортных свойств эффективно выводит токсины и продукты метаболизма из организма.
Также отмечено влияние легкой воды на пациентов с сахарным диабетом II типа. Результаты открытого предклинического исследования продолжительностью 90 дней показали, что под действием легкой воды у добровольцев снизился повышенный уровень глюкозы натощак и снизилась инсулинорезистентность.
Уровень депрессии среди населения США в значительной степени коррелирует с географическим распределением дейтерия, а причино-следственную связь депрессии и ангедонии с содержанием дейтерия в питьевой воде подтвердила серия независимых экспериментов на животных. Было показано, что замена обычной питьевой воды на воду, обедненную по дейтерию, противодействует депрессии сопоставимо с результатами приема антидепрессантов. Питьевая вода, обедненная по дейтерию, может стать средством, лежащим в основе новой стратегии профилактики депрессии.